# Fabio Miretti
Fabio Miretti (* 3. August 2003 in Pinerolo) ist ein italienischer Fußballspieler. Der Mittelfeldspieler steht aktuell bei Juventus Turin unter Vertrag.
Er wird von Experten als einer der vielversprechendsten Spieler seiner Generation angesehen.

## Karriere

### Verein
Im Februar 2021 gab Miretti im Alter von 17 Jahren unter Lamberto Zauli sein Profidebüt mit der Juventus-U23-Mannschaft. In der folgenden Saison gab er unter Massimiliano Allegri sein Debüt in der Serie A und der UEFA Champions League mit der ersten Mannschaft und half der U19-Mannschaft die Halbfinale der UEFA Youth League zu erreichen.
In der Saison 2024/25 spielte er leihweise für den CFC Genua.

### Nationalmannschaft
Miretti durchläuft seit 2018 die verschiedenen italienischen Juniorennationalmannschaften.
Im Mai 2022 wurde Miretti von Nationaltrainer Roberto Mancini zu einem Lehrgang der italienischen A-Nationalmannschaft berufen. Am 20. November 2022 debütierte er für die Azzurri im Spiel gegen Österreich, als er in der 90. Minute für Nicolò Barella eingewechselt wurde. Seither folgte keine weitere Berücksichtigung.

## Erfolge
- Italienischer Pokalsieger: 2023/24